# Шелбівілл (Іллінойс)
Шелбівілл (англ. Shelbyville) — місто (англ. city) в США, в окрузі Шелбі штату Іллінойс. Населення — 4674 особи (2020).

## Географія
Шелбівілл розташований за координатами 39°24′34″ пн. ш. 88°47′56″ зх. д. / 39.40944° пн. ш. 88.79889° зх. д. (39.409445, -88.798932).  За даними Бюро перепису населення США в 2010 році місто мало площу 10,39 км², з яких 9,91 км² — суходіл та 0,48 км² — водойми. В 2017 році площа становила 11,04 км², з яких 10,56 км² — суходіл та 0,48 км² — водойми.

## Демографія
Згідно з переписом 2010 року, у місті мешкало 4700 осіб у 2093 домогосподарствах у складі 1237 родин. Густота населення становила 452 особи/км².  Було 2308 помешкань (222/км²).
Расовий склад населення:
| - 98,3 % — білих - 0,3 % — корінних американців - 0,3 % — чорних або афроамериканців - 0,3 % — азіатів - 0,1 % — вихідців з тихоокеанських островів |

До двох чи більше рас належало 0,5 %. Частка іспаномовних становила 1,3 % від усіх жителів.
За віковим діапазоном населення розподілялося таким чином: 20,7 % — особи молодші 18 років, 56,2 % — особи у віці 18—64 років, 23,1 % — особи у віці 65 років та старші. Медіана віку мешканця становила 43,9 року. На 100 осіб жіночої статі у місті припадало 91,5 чоловіків;  на 100 жінок у віці від 18 років та старших — 86,9 чоловіків також старших 18 років.
Середній дохід на одне домашнє господарство  становив 48 640 доларів США (медіана — 38 359), а середній дохід на одну сім'ю — 57 624 долари (медіана — 48 393). Медіана доходів становила 41 576 доларів для чоловіків та 27 171 долар для жінок. За межею бідності перебувало 11,5 % осіб, у тому числі 6,5 % дітей у віці до 18 років та 11,7 % осіб у віці 65 років та старших.
Цивільне працевлаштоване населення становило 2221 осіб. Основні галузі зайнятості: освіта, охорона здоров'я та соціальна допомога — 28,5 %, виробництво — 23,5 %, роздрібна торгівля — 12,3 %, публічна адміністрація — 6,6 %.